# Phoma agnita
Phoma agnita är en lavart som beskrevs av Gonz. Frag. 1920. Phoma agnita ingår i släktet Phoma, ordningen Pleosporales, klassen Dothideomycetes, divisionen sporsäcksvampar och riket svampar.   Inga underarter finns listade i Catalogue of Life.